# Stéréographie (imprimerie)

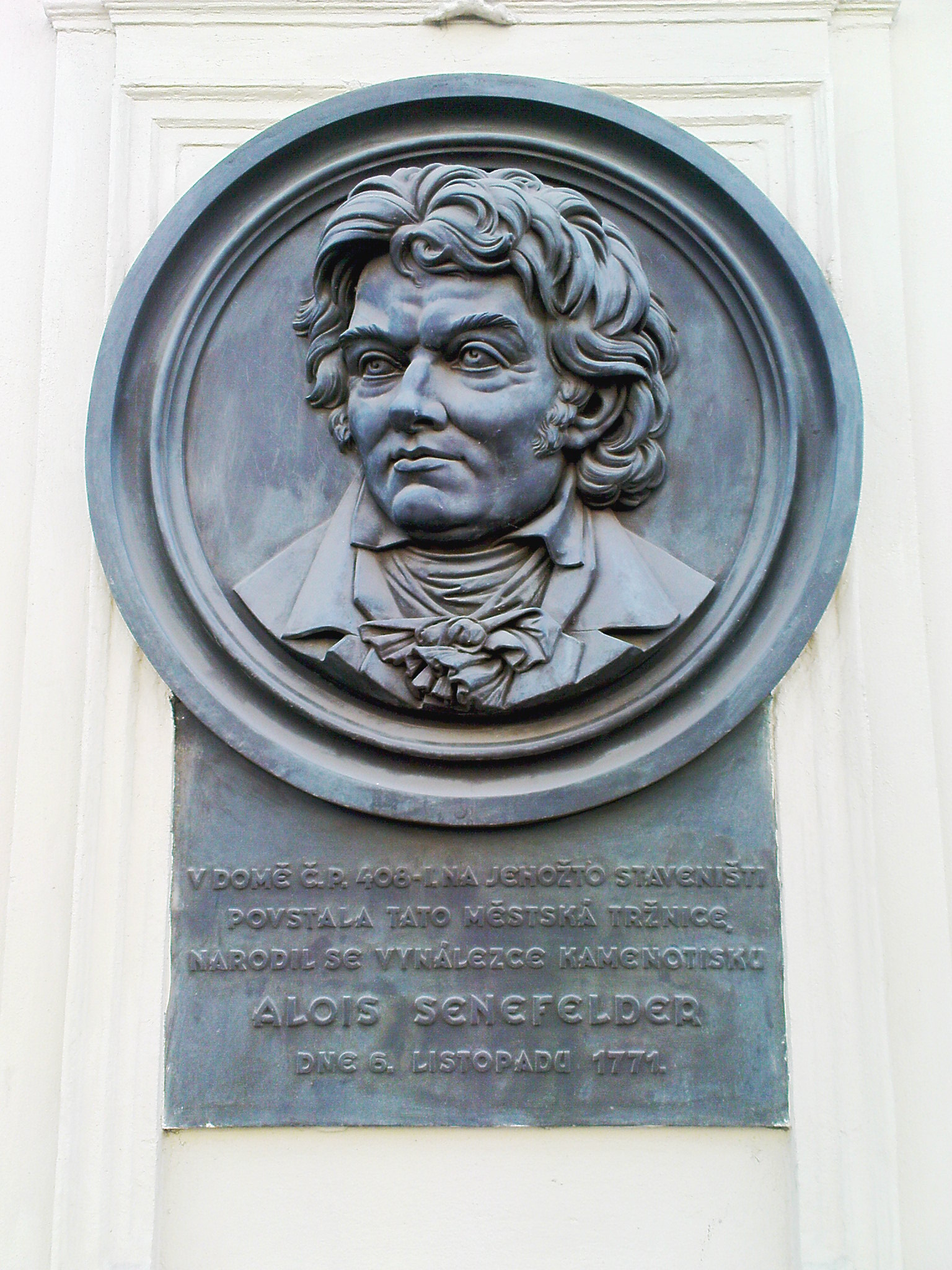
Aloys Senefelder, plaque et médaillon sur sa maison natale à Prague

La  stéréographie, terme formé des mots grecs stereo, relief et graphein, écrire, est une technique d’imprimerie inventée dans les années 1820 par Aloys Senefelder, par ailleurs inventeur de divers procédés d’impression dont la lithographie.
La stéréographie est une des nombreuses formes du stéréotype, dans son sens initial de « type en relief » destiné à imprimer rapidement et en grandes quantités des textes en typographie. Il consiste à mouler une composition typographique, c’est-à-dire un bloc de caractères typographiques en plomb assemblés. Cette composition est couverte d’une pâte, de nature variable, qui une fois séchée et durcie porte l’empreinte en creux des caractères. On coule dans ce moule du métal, généralement du plomb typographique, et on obtient la composition de texte en un seul bloc. En répétant l’opération, on peut imprimer le même texte sur plusieurs machines, et on peut le conserver dans l’attente d’une nouvelle utilisation, alors que les caractères de la composition originale peuvent  être redistribués et réutilisés.
La méthode de Senefelder utilise une feuille de papier recouverte d’une couche de « terre pierreuse » que l’on imbibe d’eau et qui prend une consistance pâteuse. L’invention de cette matière est le résultat des recherches de Senefelder pour trouver un matériau de substitution à la pierre lithographique, qui a l’inconvénient d’être fragile, lourde et encombrante. Il a ainsi inventé le « papier-pierre », feuille de papier recouverte  d’un couche de matière de sa composition, qui pouvait être utilisée pour la lithographie, être gravée, ou dans sa phase préparatoire, servir de moule. On réalise le moulage au moyen d’un « appareil » dont les frais de fabrication sont estimés à 100 florins, et il lance une vente par souscription d’un montant équivalent, qui sera effective si le nombre de trente souscriptions est atteint. Cette offre ne semble pas avoir rencontré de succès face à une concurrence pléthorique, de même que le papier-pierre qui est tombé dans l’oubli.

## Sources
- Revue encyclopédique, ou Analyse raisonnée, vol. 29, Paris, 1826  Google Books
- History of Stone-printing, Aloys Senefelder, traduction anglaise au format .pdf :